# Charles Despiau
Charles Despiau, född 4 november 1874 i Mont-de-Marsan i Frankrike, död 30 oktober 1946 i Paris, var en fransk skulptör.

## Biografi
Charles Despiau var elev till Louis-Ernest Barrias och blev Auguste Rodins medhjälpare, men han övergav snart dennes upplösta stil och sökte en klassisk fasthet och balans.
I harmoniskt utformade porträtt och nakenfigurer har han med en förfinad psykologisk blick tolkat det levande mänskliga hos modellen. Trots sin kvantitativt begränsade produktion räknas han som en av samtidens största skulptörer. Han har också haft stort betydelse för svensk 1900-talsskulptur.

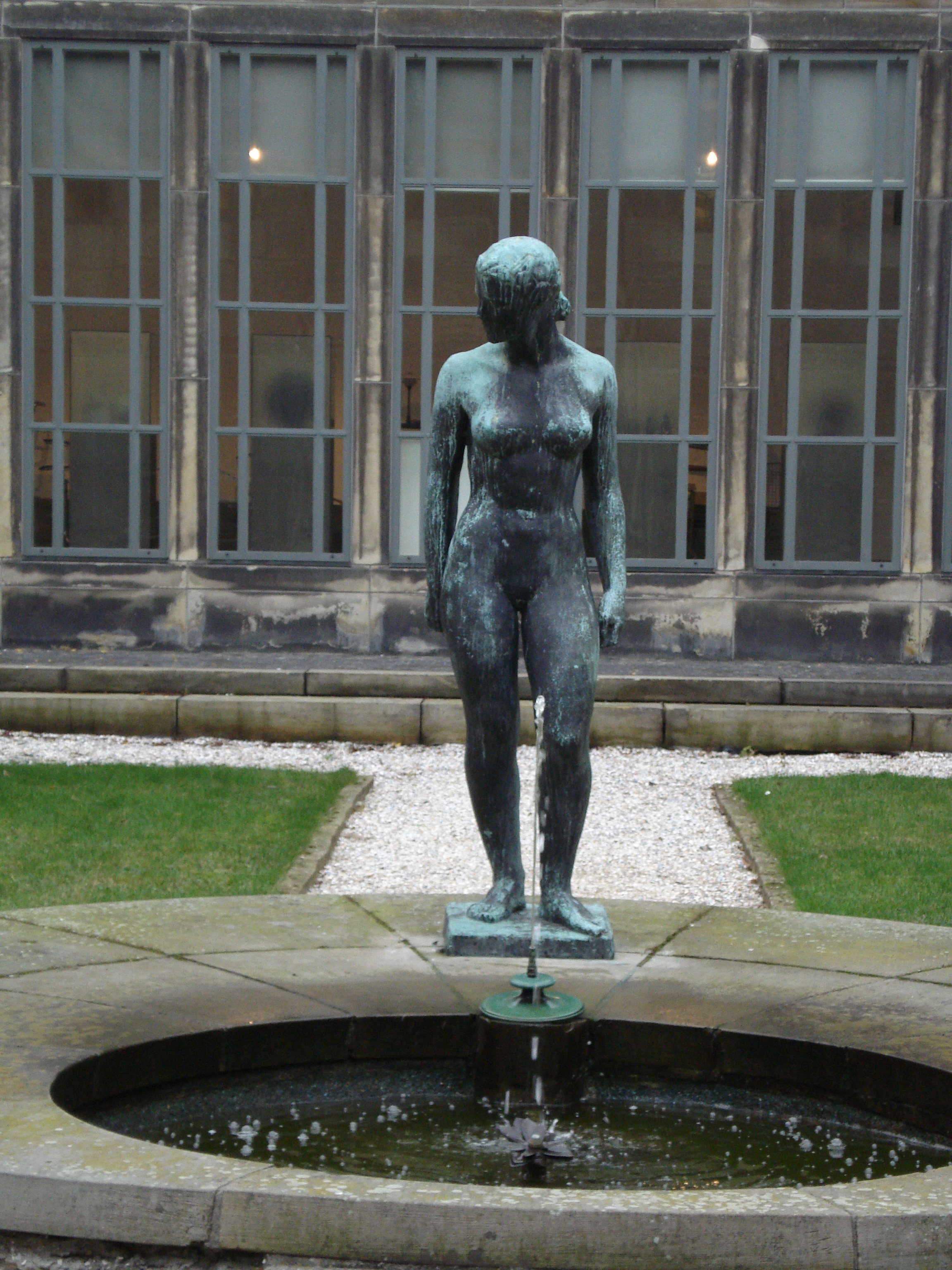
Staty Assia i Rotterdam, 1937

Bland hans arbeten märks särskilt en rad uttrycksfulla karaktärsbyster, bland annat porträtt. Ett par av hans verk finns på Statens Museum for Kunst, Köpenhamn och han är representerad vid bland annat Göteborgs konstmuseum.